# 875 North Michigan Avenue
875 North Michigan Avenue, antes chamado de John Hancock Center, é um dos arranha-céus mais altos do mundo, com 344 metros (1127 pés). Edificado na cidade de Chicago, Estados Unidos, foi concluído em 1969 com 100 andares, passando a ser o edifício mais alto da década de 1960 fora de Nova Iorque. Com 36 elevadores e um observatório a 94 andares de altura, foi feito para resistir a violentos sismos. Fica situado junto ao Lago Michigan e proporciona belas visões da cidade.
Foi projetado pelo engenheiro Fazlur Khan da firma Skidmore, Owings and Merrill LLP (SOM). Atualmente é o 4º arranha-céu mais alto em Chicago e o 6º mais alto nos Estados Unidos, depois do One World Trade Center, da Wilis Tower, do Empire State Building, da Trump Tower e do Aon Center. Contém escritórios, restaurantes, condomínios e residências. Possui a piscina mais alta dos Estados Unidos.